# Eudorylas gratiosus
Eudorylas gratiosus är en tvåvingeart som först beskrevs av Kertesz 1915.  Eudorylas gratiosus ingår i släktet Eudorylas och familjen ögonflugor.
Artens utbredningsområde är Paraguay. Inga underarter finns listade i Catalogue of Life.